# Svalsta
Svalsta är en tätort i Nyköpings kommun belägen utmed gamla E4 cirka nio kilometer väster om Nyköping. 
Det bor cirka 1 100 människor i orten.

## Befolkningsutveckling
| Befolkningsutvecklingen i Svalsta 1965–2020 | Befolkningsutvecklingen i Svalsta 1965–2020 | Befolkningsutvecklingen i Svalsta 1965–2020 | Befolkningsutvecklingen i Svalsta 1965–2020 | Befolkningsutvecklingen i Svalsta 1965–2020 |
| ------------------------------------------- | ------------------------------------------- | ------------------------------------------- | ------------------------------------------- | ------------------------------------------- |
|                                             |                                             |                                             |                                             |                                             |
| År                                          |                                             |                                             | Folkmängd                                   | Areal (ha)                                  |
| 1965                                        | 1965                                        |                                             | 210                                         |                                             |
| 1970                                        | 1970                                        |                                             | 468                                         |                                             |
| 1975                                        | 1975                                        |                                             | 812                                         |                                             |
| 1980                                        | 1980                                        |                                             | 1 106                                       |                                             |
| 1990                                        | 1990                                        |                                             | 1 093                                       | 72                                          |
| 1995                                        | 1995                                        |                                             | 1 038                                       | 72                                          |
| 2000                                        | 2000                                        |                                             | 1 012                                       | 72                                          |
| 2005                                        | 2005                                        |                                             | 1 020                                       | 72                                          |
| 2010                                        | 2010                                        |                                             | 1 078                                       | 77                                          |
| 2015                                        | 2015                                        |                                             | 1 095                                       | 80                                          |
| 2020                                        | 2020                                        |                                             | 1 111                                       | 82                                          |
| Anm.: Ny tätort 1965                        |                                             |                                             |                                             |                                             |

## Samhället
Här finns en skola som 2004 brann ner till grunden, men som nu återuppbyggts